# 马克斯·莱姆克
马克斯·莱姆克（德語：Max Lemke，1996年12月2日—），德国男子皮划艇运动员。他曾代表德国参加2020年夏季奥林匹克运动会皮划艇比赛，获得男子四人皮艇500米金牌。